# Rocco Guerrini
Pour les articles homonymes, voir Guerrini.
Rocco Guerrini, ou Rochus Quirinus, comte de Linari, né le 24 décembre 1525 à Marradi et mort le 22 décembre 1596 à Berlin-Spandau, est un architecte et ingénieur militaire italien de la seconde moitié du XVIe siècle, surtout connu pour avoir travaillé sur la citadelle de Spandau.

## Biographie
Guerrini est issu d'une famille noble florentine qui possédait le château de Linari dans la vallée du Lamone. À l'âge de dix ans, il devient page à la cour d'Alexandre de Médicis, puis à compter de 1540, à celle du dauphin de France, futur roi Henri II de France.
Guerrini participe avec l'armée française au siège de Metz et de Thionville et la bataille de Saint-Quentin. Dans les 1556-1560, il participe à la guerre contre l'Espagne. Pendant le siège de Thionville de 1558, il est blessé au visage et perd un œil. En 1561, il participe à la construction de la citadelle de Metz.
En 1567, Guerrini accompagne le comte de Heidelberg, comme maréchal de camp. En 1569, il est nommé commandant en chef de toutes les forteresses de l'électeur de Saxe Auguste Ier de Saxe. À partir de 1571, Guerrini utilise le titre de comte de Linari.
À Dresde, Guerrini s'attèle à l'amélioration des systèmes hydrauliques. En 1578, Guerrini, désormais connu en Allemagne comme le comte de Lynar (Graf zu Lynar), entre au service du prince de Prusse Jean II Georges de Brandebourg. Succédant à l'architecte Francesco Chiaramella, il travaille aussitôt sur le chantier de la citadelle de Spandau, qui sera achevée plus tard, en 1594. 
Le 30 juillet 1590, il se voit confier le chantier de la forteresse de Peitz, qui sera terminé en 1595. Il meurt le 22 décembre 1596, à Spandau, en Allemagne.
Rocco Guerrini est le fondateur de la lignée allemande des Lynar.